# Submarino U-31 (S181)
El U-31 (S181) es el primer submarino del Tipo 212A de la marina alemana.

## Desarrollo
Fue construido por TKMS en los astilleros de Thyssen Nordseewerke de Emden y Howaldtswerke en Kiel. El bautismo tuvo lugar el 20 de marzo de 2002, y el submarino fue puesto en servicio, junto con su nave hermana U-32 por el  Ministro de Defensa alemán, Peter Struck, en Eckernförde el 19 de octubre de 2005. El U 31 es impulsado por un  motor diésel y un motor eléctrico impulsado por nueve celdas de combustible, lo que lo hace prácticamente indetectable .
El Capitán de corbeta Lars Ruth es comandante del submarino.